# Maria Gadú
Mayra Corrêa Aygadoux (São Paulo, 4 de dezembro de 1986), mais conhecida pelo seu nome artístico de Maria Gadú, é uma cantora e compositora brasileira. Desde sua estreia à grande mídia, foi indicada cinco vezes ao Grammy Latino.

## Biografia
Paulistana, filha de Neusa e Moacyr Corrêa, ambos brasileiros, foi criada por sua mãe e madrinha, visto que seu pai a abandonou aos cinco anos de idade, só retomando o contato com ele aos quinze. Com o desejo de ser artista, foi introduzida à prática musical ainda na infância. Aos 7 anos de idade já gravava músicas em fitas cassetes. Fez poucos meses de aulas de violão, longe do suficiente para ler partituras, mas o necessário para criar suas próprias canções. Fez, desde os 13 anos, shows em bares e festas de família em São Paulo. Nessa época adotou o nome artístico Maria Aygadoux, porque não gostava do nome verdadeiro, Mayra, e passou a achar bonito o sobrenome francês de seu produtor musical, passando a considerá-lo como um pai.
Mudou-se sozinha para o Rio de Janeiro no início de 2008, quando começou a tocar em bares da Barra da Tijuca e da Zona Sul. Nesta época adotou o nome artístico Maria Gadú. Sua carreira passou a ter ascensão ao despertar atenção de famosos ligados ao meio musical, como Caetano Veloso, Milton Nascimento, João Donato, dentre outros. Maria Gadú ganhou destaque ao interpretar "Ne me quitte pas", de Jacques Brel, para o diretor Jayme Monjardim, que estava em fase de pré-produção da minissérie Maysa: Quando Fala o Coração. Maysa, cantora e mãe do diretor, fez muito sucesso nas décadas de 1950 e 60 cantando, dentre outras, esta canção. A versão de Gadú logo foi incluída na trilha sonora da minissérie que estreara em janeiro 2009, na qual a cantora, ainda, fez uma participação especial como atriz.
No início de 2009, aos 22 anos de idade, Maria Gadú preparava seu primeiro álbum, homônimo, lançado pelo selo SLAP, da gravadora Som Livre, e produzido por Rodrigo Vidal. Além disso, iniciou uma temporada de shows no Cinemathèque, no bairro de Botafogo, no Rio de Janeiro. Após o lançamento do álbum em meados de 2009, a cantora rapidamente ganhou espaço na mídia brasileira. A canção "Shimbalaiê", sua primeira composição aos 10 anos de idade, foi incluída na trilha sonora de mais uma produção da TV Globo, desta vez em horário nobre, a novela Viver a Vida. Ne me quitte pas foi regravada e, junto com "A história de Lilly Braun", está na trilha sonora da minissérie Cinquentinha, de Aguinaldo Silva. 
Fez turnê com um dos seus maiores ídolos, Caetano Veloso. A turnê DUO,Caetano e Gadú passou por cinco cidades no Brasil; Salvador, São Paulo, Belo Horizonte, Recife e Rio de Janeiro; com público de mais de 16 mil pessoas. Com o sucesso da parceria veio a gravação do DVD/CD Multishow Ao Vivo – Caetano e Maria Gadú; que foi gravado no Citibank Hall - Rio de Janeiro, no dia 19 de dezembro de 2010. Após quase dois meses de lançado, o trabalho já havia ganhado status de platina,e alcançando o número expressivo de 90 mil cópias vendidas.
Em agosto de 2011, Maria Gadú participou do show de gravação do DVD de Chitãozinho e Xororó, em comemoração aos 40 anos de carreira da dupla.  O evento foi realizado na Sala São Paulo, na capital paulista, e contou com a participação da Orquestra Sinfônica Bachiana, do maestro João Carlos Martins.  Além de Gadú, participaram do evento Caetano Veloso, Alexandre Pires, Fafá de Belém, Jair Rodrigues, Fábio Jr. e os filhos de Xororó, Sandy e Júnior.
Maria Gadú participou de um show do cantor e compositor sueco-americano Eagle-Eye Cherry realizado na Via Funchal, em São Paulo, em 21 de janeiro de 2010.  O show foi registrado para o DVD ao vivo do cantor. Também participou do CD e do DVD do álbum N9ve, da cantora e compositora  Ana Carolina, cantando a música inédita "Mais que a mim". A trilha sonora do filme Sonhos Roubados tem a participação de Maria Gadú na faixa principal.  A faixa homônima ao longa saiu na internet em abril e foi lançada para promover o filme.  Também em 2010, a cantora fez uma participação com Xuxa em seu XSPB 10, cantando a música "O Leãozinho", de Caetano Veloso. No mesmo ano, recebeu duas indicações ao Grammy Latino nas categorias Melhor Artista Revelação e Melhor Álbum de Cantor/Compositor. A cantora também fez uma participação especial no álbum Umbigobunker!?, do cantor e compositor carioca Jay Vaquer, na sexta canção do álbum, intitulada "Do Nada, me Jogaram aos Leões".  Em dezembro de 2011, Maria Gadú lançou seu segundo álbum de estúdio, "Mais Uma Página", cuja primeira música, "Axé Acappella", de Dani Black e Luísa Maita, foi lançada como single e disponibilizada para download gratuito no site da cantora.  O disco também traz a regravação de "Amor de índio", música já interpretada pelo grupo Roupa Nova, e conta com a participação de Lenine e do cantor português Marco Rodrigues no tema "A Valsa".

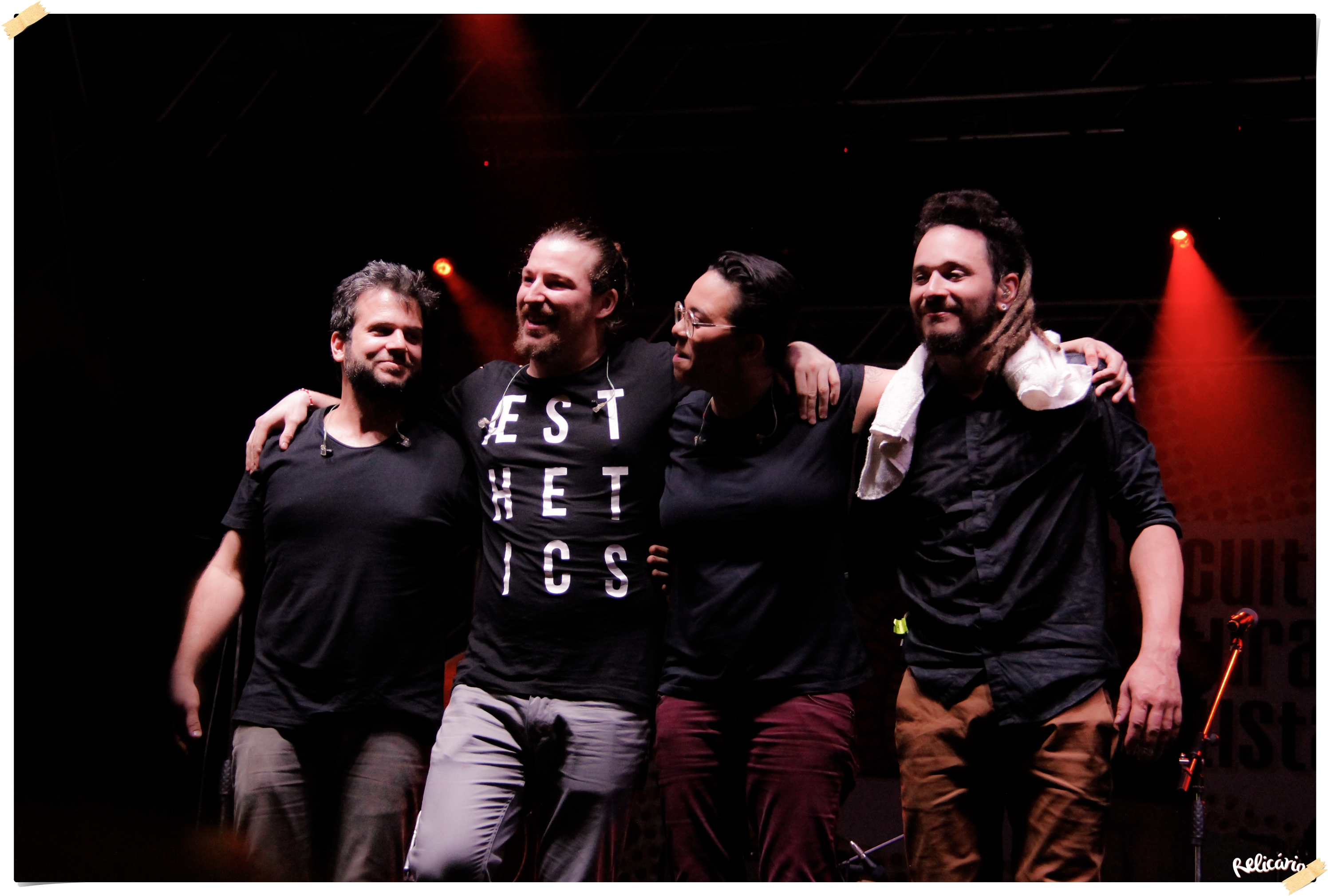
Maria Gadú e banda (show Guelã - 06/2016).

Em junho de 2014, voltou a Portugal para dois concertos nos coliseus de Lisboa e Porto, que tiveram, como sempre, casa cheia. Gadú cantou os seus principais êxitos.
Em 27 de março de 2015, a cantora publica em seu Facebook oficial uma imagem confirmando o lançamento de seu terceiro álbum em estúdio. No final de abril do mesmo ano, a cantora confirmou o lançamento de seu novo disco, "Guelã", ainda durante o ano de 2015. O primeiro single do disco foi lançado pela cantora em 6 de maio de 2015 e se chama "Obloco". Devido à prospecção do disco, a versão ao vivo do álbum - Guelã Ao Vivo, foi gravada no dia 11 de agosto de 2016, no Centro Cultural São Paulo em São Paulo/SP. 
Em abril de 2019, lançou o single e clipe Mundo Líquido, em um mergulho nas águas do Rio Negro, Maria Gadú se debruça nas origens da ancestralidade indígena.
Iniciou em agosto de 2019 uma tour comemorativa que celebra os seus vinte anos de carreira - A Turnê -Gadú 20 Anos, percorreu algumas capitais do Brasil.  
Em novembro de 2019, Maria fecha o ano com a Euro Tour 2019 - Pelle. A turnê passou por Portugal, Espanha e Itália.   
Em dezembro 2019, a cantora participou da Turnê de despedida do Clube da Esquina, com Milton Nascimento e convidados. A Tour que já passou por Belo Horizonte (15), ainda tem shows marcados em São Paulo e Rio de Janeiro.

## Vida pessoal
Assumidamente bissexual, sempre foi discreta quanto à sua vida pessoal. Em 2012 começou a namorar com a produtora Lua Leça. No início de 2013 foram morar juntas. Em novembro do mesmo ano assinaram em cartório um acordo de união estável. No dia 3 de junho de 2017 oficializaram a relação conjugal em uma cerimônia íntima, na residência delas em São Paulo. No final de 2019, o relacionamento das duas chegou ao fim. Em março de 2020, Maria Gadú confirmou o término em sua rede social.

## Discografia
- (2009) Maria Gadú
- (2010) Multishow ao Vivo: Maria Gadú (também lançado em DVD)
- (2011) Multishow ao Vivo: Caetano e Maria Gadú (com Caetano Veloso; também lançado em DVD)
- (2011) Mais uma Página
- (2015) Guelã
- (2016) Guelã ao Vivo (também lançado em DVD)
- (2021) Quem Sabe Isso Quer Dizer Amor

## Prêmios e indicações
“Reggio chiama Rio-fatti di musica brasil festival” - Ano 2017.

### Grammy Latino
| Ano  | Categoria                         | Indicação                                       | Resultado |
| ---- | --------------------------------- | ----------------------------------------------- | --------- |
| 2010 | Melhor Artista Revelação          | Maria Gadú                                      | Indicada  |
| 2010 | Melhor Álbum de Cantor/Compositor | Maria Gadú                                      | Indicada  |
| 2011 | Melhor Álbum de MPB               | Multishow ao Vivo: Caetano e Maria Gadú         | Indicada  |
| 2012 | Canção do Ano                     | "Extranjero" (Maycon Ananias e Cassyano Correr) | Indicada  |
| 2015 | Melhor Álbum de MPB               | Guelã                                           | Indicada  |

### MTV Vídeo Music Brasil
| Ano  | Categoria        | Indicação  | Resultado |
| ---- | ---------------- | ---------- | --------- |
| 2012 | Artista Feminino | Maria Gadú | Indicada  |

### Prêmio da Música Brasileira
| Ano  | Categoria                                    | Indicação  | Resultado |
| ---- | -------------------------------------------- | ---------- | --------- |
| 2017 | Melhora Cantora Pop/rock/reggae/hip-hop/funk | Maria Gadú | Venceu    |

### Prêmio Multishowda Música
| Ano  | Categoria      | Indicação                     | Resultado |
| ---- | -------------- | ----------------------------- | --------- |
| 2010 | Melhor Cantora | Maria Gadú                    | Indicada  |
| 2010 | Melhor Música  | "Shimbalaiê"                  | Indicada  |
| 2010 | Melhor Álbum   | Maria Gadú                    | Venceu    |
| 2010 | Revelação      | Maria Gadú                    | Indicada  |
| 2011 | Melhor Cantora | Maria Gadú                    | Indicada  |
| 2011 | Melhor Show    | Caetano Veloso e Maria Gadú   | Indicados |
| 2011 | Melhor DVD     | Multishow ao Vivo: Maria Gadú | Indicada  |
| 2012 | Melhor Cantora | Maria Gadú                    | Indicada  |

### Prêmio Contigo! MPB FM
| Ano  | Categoria           | Indicação                                                    | Resultado |
| ---- | ------------------- | ------------------------------------------------------------ | --------- |
| 2012 | Melhor Álbum de MPB | Mais uma Página                                              | Indicada  |
| 2012 | Melhor Cantora      | Maria Gadú                                                   | Indicada  |
| 2012 | Melhor DVD          | Multishow ao Vivo: Caetano e Maria Gadú (com Caetano Veloso) | Indicada  |
| 2012 | Projetos Especiais  | Multishow ao Vivo: Caetano e Maria Gadú (com Caetano Veloso) | Indicada  |

### Troféu Imprensa
| Ano  | Categoria      | Indicação  | Resultado |
| ---- | -------------- | ---------- | --------- |
| 2011 | Melhor Cantora | Maria Gadú | Indicada  |

### Melhores do Ano- Faustão
| Categoria                | Ano  | Indicação    | Resultado |
| ------------------------ | ---- | ------------ | --------- |
| Melhor Revelação Musical | 2009 | Maria Gadú   | Indicada  |
| Música do Ano            | 2009 | "Shimbalaiê" | Indicada  |
| Melhor Cantora           | 2010 | Maria Gadú   | Indicada  |

### Prêmio Extra de Televisão
| Ano  | Categoria           | Indicação    | Resultado |
| ---- | ------------------- | ------------ | --------- |
| 2010 | Melhor Tema Musical | "Shimbalaiê" | Venceu    |

### Prêmio de Música Digital
| Ano  | Categoria               | Indicação    | Resultado |
| ---- | ----------------------- | ------------ | --------- |
| 2010 | Música mais vendida MPB | "Shimbalaiê" | Venceu    |

## Na cultura popular
- Shimbalaiê, é citada na canção "Complicado" (2019) dos cantores Vitão e Anitta.